# Rube Goldberg
Reuben Garrett Lucius "Rube" Goldberg (4. července 1883, San Francisco – 7. prosince 1970, New York) byl americký kreslíř a karikaturista židovského původu.

## Život
Protože často maloval složité, nesmyslné nebo jednoduchý problém složitě řešící stroje - aby mimo jiné karikoval americkou posedlost technologiemi a víru v to, že vše má řešení v dokonalejší technice - stalo se úsloví "Rube Goldberg machine" v Americe pojmenováním pro jakýkoli samoúčelný nebo hypertrofovaný systém. Roku 1966 pojem vstoupil i do Random House Dictionary of the English Language (v Británii či Austrálii však existují jiná, lokální označení pro stejný princip.) Pořádají se i zábavné soutěže, kde recesisté vystavují co nejkurióznější "goldbergovské" mechanismy.
K technice měl Goldberg blízko, neboť vystudoval inženýrství na Kalifornské univerzitě v Berkeley (1904). Ale již půl roku po promoci začal kreslit pro noviny, nejprve pro San Francisco Chronicle. V roce 1907 odešel do New Yorku a začal malovat do New York Evening Mail. Kreslil novinové komiksy, vtipy i karikatury. V roce 1914 začal kreslit seriál The Inventions of Professor Lucifer Gorgonzola Butts, který dal vzniknout právě "goldbergovským" strojům, jež ho proslavily. Seriál tvořil až do roku 1964.
V roce 1948 získal Pulitzerovu cenu za politické karikatury. Byl zakladatelem americké asociace kreslířů a cena, již tato asociace každoročně uděluje, je nazvána po něm - Reuben Award.

## Galerie

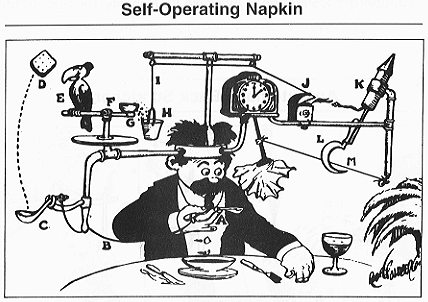
Klasický "Rube Goldberg machine" ze seriálu o profesoru Buttsovi z roku 1931.